# Dux (titul)

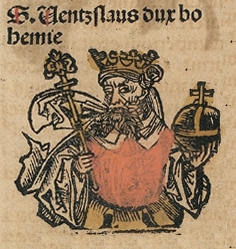
Ilustrace S. Ventzslaus dux bohemiae – Svatý Václav, vévoda český v Schedelsche Weltchronik, 1493

Dux (plurál ducēs) je latinský výraz původně pro vůdce, zejména vojenskou hodnost vojevůdce a kmenového náčelníka. Později označoval šlechtický titul česky zvaný vévoda, případně i kníže.

## Etymologie a varianty
Latinský výraz dux – „vůdce“, je odvozen od slovesa ducere – „vést“. Později vznikly národní a místní varianty titulu vévoda: francouzské duc nebo anglické duke, benátský dóže (doge). Novověké italské duce pak ve 20. století získalo obdobně jako německé Führer posunutý význam nacionalistického fašistického „vůdce“.

## Historie
V dobách Římské republiky se výraz dux vztahoval na vojenské velitele (vojevůdce), a to i mimo římskou říši, jednalo se však o obecné označení vojevůdce, než o formální hodnost. Julius Caesar ve svých Commentarii de Bello Gallico ke galským válkám, užívá výrazu dux pro keltské generály, s výjimkou jediného římského velitele, který neměl žádnou oficiální hodnost.